# Karaokê da Xuxa
Karaokê da Xuxa é um álbum de compilação da cantora e apresentadora brasileira Xuxa, lançado em 16 de novembro de 1987 pela Globo Discos. O álbum contém 10 dos maiores sucessos dos dois primeiros álbuns lançados pela cantora em 1986 e 1987 (Xou da Xuxa e Xegundo Xou da Xuxa) em versões instrumentais. Há também 4 canções inéditas em suas versões com vocais. Algumas músicas sofreram mudanças nas bases instrumentais como o exemplo de "Nós Somos o Amanhã" (que também teve seu final estendido). 
Foi o primeiro álbum da Xuxa lançado pela Globo Discos (repartição da Som Livre que naquele ano lançou alguns álbuns e que depois se desfez no Brasil e passou a assinar álbuns internacionais como Globo Records). O LP vinha com dois encartes, o primeiro vinha com a letra das músicas, e o segundo um microfone de papel para montar, e ao lado do desenho do microfone, uma mensagem: "Oi Baixinho, olha que legal! Este é o meu microfone que agora é todo seu! Faça o seu Xou de Karaokê! Vai ser o maior "Xucesso". Beijinho, beijinho Xuxa". Porém a versão promocional do álbum lançada, não acompanhava o microfone. A única vez que o álbum foi relançado foi em 1996 em LP, porém, a gravadora deixa de ser Globo Discos e passa a ser a Som Livre, e no canto superior esquerdo tem os dizeres "Incluindo Parabéns da Xuxa".
O álbum vendeu 1,5 milhão de cópias.
O álbum foi relançado em 2023 em CD pela Bolachão Discos.

## Faixas
Lado A
| N.º            | Título                                              | Compositor(es)                                 | Duração |  |
| 1.             | "Estrela-Guia (Natal)" (Faixa inédita)              | Michael Sullivan Paulo Massadas                | 5:41    |  |
| 2.             | "Doce Mel (Bom Estar com Você)" (Versão em karaokê) | Claudio Rabello Renato Corrêa                  | 3:21    |  |
| 3.             | "O Circo" (Versão em karaokê)                       | Paulo C.ésar Barros Prêntice Monteiro De Souza | 3:21    |  |
| 4.             | "Turma da Xuxa" (Versão em karaokê)                 | Reinaldo Waisman Robson Stipancovich           | 3:05    |  |
| 5.             | "Croc Croc" (Versão em karaokê)                     | Rubens Alexandre                               | 3:26    |  |
| 6.             | "Nós Somos O Amanhã" (Versão em karaokê)            | Michael Sullivan Paulo Massadas                | 4:33    |  |
| 7.             | "Beijinho, Beijinho" (Faixa inédita)                | Kiko Zambianchi Xuxa                           | 2:35    |  |
| Duração total: | Duração total:                                      | Duração total:                                 | 26:42   |  |

Lado B
| N.º            | Título                                       | Compositor(es)                    | Duração |  |
| 1.             | "Parabéns da Xuxa" (Faixa inédita)           | Michael Sullivan Paulo Massadas   | 2:33    |  |
| 2.             | "Festa do Estica e Puxa" (Versão em karaokê) | Chiclete Com Banana: Bell Wadinho | 4:16    |  |
| 3.             | "She-Ra" (Versão em karaokê)                 | Joel Tavinho Paes                 | 5:05    |  |
| 4.             | "Rambo" (Versão em karaokê)                  | Michael Sullivan Paulo Massadas   | 4:23    |  |
| 5.             | "Rexeita da Xuxa" (Versão em karaokê)        | Arnaldo Mônica Freitas            | 3:19    |  |
| 6.             | "Meu Cãozinho Xuxo" (Versão em karaokê)      | Rogério Enoé Messias Corrêa       | 4:13    |  |
| 7.             | "Papai Noel dos Baixinhos" (Faixa inédita)   | Irany de Oliveira Xuxa            | 3:40    |  |
| Duração total: | Duração total:                               | Duração total:                    | 25:24   |  |

Curiosidades:
- Beijinho Beijinho foi usado como tema de encerramento de bloco do Xou da Xuxa até a temporada de 1990.

- Beijinho Beijinho também foi o nome da empresa que Xuxa criou em 1987 para cuidar de parte de seus negócios (licenciamento de produtos e discos). Até então tudo era administrado pela Xuxa Promoções e Produções Artísticas, que passou a cuidar somente da parte de shows, filmes e participações de Rainha em programas de TV (informações da revista Vogue, janeiro/1990).

- Mesmo com a letra baseada única e exclusivamente no bordão de Xuxa, a faixa tem papel importante na discografia da loira, a ponto de estar na coletânea Xuxa Pérolas (Som Livre, 2000).

- A música fazia o encerramento dos shows na turnê Xuxa Circo, realizada em 2004.

- Globo Discos x Som Livre: por que existe a diferença Globo Discos e Som Livre, se Xuxa sempre foi contratada da Som Livre? A Globo Discos nada mais era que um selo da Som Livre, que funcionou entre agosto e dezembro de 1987. No segmento infantil lançou, além do Karaokê, o disco da Turma da Mônica. Lançou também a Coletânea Hits Collection Atlântida FM com parceria da RBS Discos, e a trilha sonora internacional da novela Brega & Chique[3]

## Ficha Técnica
- Coordenação Artística: Max Pierre
- Produção: Michael Sullivan e Paulo Massadas: 1 A, 3 A, 5 A, 7 A, 1 B, 2 B, 4 B, 5 B e 7 B
- Produzido por: Guto Graça Mello: 2 A, 4 A, 6 A, 3 B e 6 B
- Engenheiro de Gravação: Jorge "Gordo" Guimarães, Edu, D'Orey e Ranconi
- Engenheiro de Mixagem: Jorge "Gordo" Guimarães
- Assistentes de Estúdio e Mixagem: Sérgio Rocha, Marco André, Marquinhos, Júlio Carneiro, Ivan Carvalho Octavio "Chambinho", Beto Vaz Billy, Marcelinho e Martins
- Gravados Nos Estúdios Som Livre
- Capa, Criação e Ilustração: Reinaldo Waisman
- Fotos: André Wanderley
- Coordenação Gráfica: Felipe Taborda e Eduardo Borges
- Cabelo e Maquiagem: Fátima Peixoto